# Tony Tollet
Tony Tollet (Lione, 6 novembre 1857 – Lione, 25 gennaio 1953) è stato un pittore francese, appartenente alla Scuola di Lione.
Fu un pittore tardo-accademico che subì solo parzialmente, ma significativamente, l'influenza delle correnti di fine secolo, ma non quelle del novecento. Si nota infatti come egli abbia assimilato un limpido post-impressionismo, specialmente nei ritratti e nei paesaggi, la cui fonte di ispirazione era l'opera di Manet.

Visse a Lione, dove fu un importante esponente della scuola pittorica locale e un riferimento per un'intera generazione di artisti. Difese sempre i valori classici e fondamentali dell'arte a fronte delle nuove correnti che emergevano in quegli anni.

## Biografia
Tony Tollet, il cui nome completo era Jean Jules Antoine Tollet, nacque da Charles Marie "Joseph" Tollet e Louise "Pierrette" Pidot, subì da piccolo un'operazione alle gambe che lo costrinse a letto fino all'età di 8 anni. Questa condizione di immobilità favorì le sue attività manuali e le sue capacità di osservazione, in particolare l'apprendimento e la pratica del disegno. A soli 7 anni stupì i suoi eseguendo a matita una splendida testa di Romolo. Nel 1873, terminata la sua infermità, entrò controvoglia nell'impresa di famiglia, dove si scontrò spesso con l'intransigenza del padre. Ma un caporeparto della ditta notò la sua vocazione e riuscì a convincere il genitore a farlo iscrivere alla "Scuola di Belle arti" di Lione dove divenne allievo di Jean-Baptiste Danguin per il corso di disegno di modelli dal vivo, nonché di Michel Dumas (a sua volta allievo di Ingres) per il corso di pittura. Quest'ultimo ebbe una grande influenza su di lui, avviandolo con decisione alla carriera di pittore.
Nel 1879 ottenne il "Prix de Paris", che gli permise di trascorrere diversi anni nella capitale e di seguire i grandi maestri del tempo, come Alexandre Cabanel, Luc-Olivier Merson e Albert Maignan presso la "Scuola nazionale superiore di Belle arti" di Parigi. Con la tela "Temistocle presso il focolare di Admete" si aggiudicò il secondo Prix de Rome nel 1885; il quadro fu poi acquistato dalla Prefettura del Dipartimento del Rodano.
Rientrato a Lione nel 1889 per accudire la madre ammalata, vi si stabilì definitivamente e sposò Jeanne Pailleux. Dal matrimonio nacquero sei figli che gli diedero ben 28 nipoti.
Tollet si dedicò molto all'attività ritrattistica e poté così immortalare nei suoi quadri tutta la buona società lionese.

Fu un docente appassionato: all'inizio insegnò disegno all' "École de Dessin de la Guillotière", per poi passare al "Petit Collège de Lyon", di cui fu Direttore dal 1911 al 1920, e dove ebbe come allievi, fra gli altri, Louis Bertola, Jean Puy, Madeleine Plantey e la sua stessa figlia primogenita.
Il suo grande atelier divenne ben presto un ambiente di ritrovo e di incontro per gli artisti, mentre, due volte la settimana, era la sede dei suoi corsi di pittura. Nel 1909 però l'intero studio fu divorato da un incendio e moltissime opere andarono totalmente distrutte.

Nel 1925 fu nominato Cavaliere della Legion d'Onore.
Tollet dipinse sino all'età di 85 anni. Trascorse poi i suoi ultimi undici anni in una serena vecchiaia. Morì infatti il 25 gennaio del 1953, a novantasei anni.
Ricoprì diverse cariche prestigiose: Direttore onorario dei Corsi comunali di disegno, Presidente onorario della Società lionese di Belle arti, Presidente dell'Accademia di Scienze, Belle lettere e arti di Lione, Presidente della Società di soccorso per gli artisti lionesi e Presidente fondatore dell'Unione delle Società artistiche di Lione.

## Opere
Opere in Collezioni pubbliche.

### Dipinti
In Argentina
- Buenos Aires, Museo nazionale di belle arti d'Argentina

In Francia
- Carpentras, Cattedrale di Saint-Siffrein: Mater Dolorosa, Mater Admirabilis, affreschi.
- Lione :
  - Cattedrale di Saint-Jean: Baptême du Christ, trittico.
  - Cappella del Sacro Cuore.
  - Cappella del Gran Seminario.
  - Facoltà di Legge: La Mort d'Artur o La Mort d'Artus, 1896, olio su tela, medaglia al Salon lionese di belle arti, 1896.
  - Museo di belle arti.
  - Prefettura del Rodano.
  - Tribunale del commercio.
- Mâcon, Museo delle Orsoline.
- Miribel, chiesa dell'Immacolata: Vierge et enfant Jésus[4]
- Moulins, Museo Anne-de-Beaujeu.
- Parigi, già al Museo del Luxembourg.
- Saint-Étienne, Museo d'arte moderna.

In Città del Vaticano
- Musei Vaticani.

## Mostre
- 1882 - Esposizione universale di Lyon
- 1882 - Esposizione a Tunisi

## Premi
- 1878 - Medaglia d'Onore dell'"École des beaux-arts de Lyon".
- 1879 - Premio di Parigi dell'"École des beaux-arts de Lyon".
- 1882 - Medaglia d'Oro all'Expo di Lione.
- 1882 - Premio Dupasquier dell'Accademia di Lione.
- 1882 - Gran Medaglia a Tunisi.
- 1879 - Prix de Paris.
- 1885 - Second Prix de Rome (Dipartimento del Rodano).
- 1896 - Medaglia d'Onore del Salon lionese di Belle arti.
- 1909 - Medaglia del "Salon des Artistes Français".
- 1936 - Medaglia d'Oro del Salon lionese di Belle arti.

## Decorazioni e titoli
- 1882 : Ordine di Nichan Iftikhar.
- 1890 - 1920 : Professore di disegno, poi Direttore (1911) del "Petit Collège de Lyon".
- 1894 : Membre della Giuria dell'Expo di Lione.
- 1900 : Vicepresidente della "Société des Artistes Lyonnais" e Presidente della Giuria del Salon della stessa Società.
- 1900-1914: Membro della Commissione dei Musei della Città di Lione.
- 1903 : Ufficiale della Pubblica Istruzione.
- 1923 : Presidente della Società di Belle arti di Lione.
- 1925 : Cavaliere della Légion d'honneur.
- 1928 - 1929 : Presidente dell'"Académie des Sciences, Belles-Lettres et Arts de Lyon".
- 1930 : Cavaliere dell'Ordine di San Gregorio il Grande.

## Musei e monumenti
- Prefettura del Rodano.
- Cappella del Sacro Cuore a Lione.
- Cappella del Grande Seminario di Lione.
- Cattedrale di San Giovanni a Lione.
- Cattedrale di Saint-Siffrein a Carpentras.
- Tribunale del commercio di Lione.
- Museo di Belle arti di Lione.
- Museo d'arte moderna di Saint-Étienne.
- Museo delle Orsoline di Mâcon.
- Museo del Palais du Luxembourg.
- Museo dipartimentale Anne-de-Beaujeu di Moulins.
- Museo nazionale di Belle arti di Buenos Aires.
- Musei Vaticani.

## Allievi
Lista parziale.
- Pierre de Belair (1892-1956), pittore.
- Louis Bertola (1891-1961), scultore.
- Marie-Louise Chabert des Nots (1892-1979), (sua figlia), pittrice.
- Jean Devron (1889-1979), pittore.
- Victor Guerrier (1893-1968).
- Max Lerrant (1875-1955), scultore, Grand Prix de Rome.
- Léonie Humbert-Vignot (1878-1960), pittore.
- Madeleine Plantey (1890-1985), pittrice.
- Jean Puy (1876-1960), pittore.
- Marcel Renard (1893-1974), scultore, Grand Prix de Rome.
- Raoul Servant (1894-1915), pittore.